# فیلیپو فرانچی
فیلیپو فرانچی (انگلیسی: Filippo Franchi؛ زادهٔ ۱۴ ژانویهٔ ۱۹۹۸) بازیکن فوتبال است.
از باشگاه‌هایی که در آن بازی کرده‌است می‌توان به باشگاه فوتبال رجینا اشاره کرد.